# 1934년 브리티시 엠파이어 게임
1934년 브리티시 엠파이어 게임 (1934 British Empire Games)은 오늘날 커먼웰스 게임의 전신인 '브리티시 엠파이어 게임'의 두번째 대회로, 1934년 8월 4일부터 11일까지 영국 잉글랜드 런던에서 열렸다.

## 개최
주경기장은 런던의 웸블리 파크에 두었으나 트랙사이클 종목은 맨체스터에서 분산 개최되었다. 총 17개국 선수단이 참가하였는데 특이하게도 아일랜드 자유국이 참가하였다. 독립국 아일랜드의 커먼웰스 게임 참가는 이 대회가 유일한 기록으로, 이전 대회인 1930년 브리티시 엠파이어 게임에서는 북아일랜드까지 합해 올아일랜드라는 이름으로 출전하였으며, 1938년 대회부터는 출전하지 않고 있다.
1934년 브리티시 엠파이어 게임의 개최지는 본래 남아프리카 연방의 요하네스버그로 정해졌으나, 당시 아파르트헤이트가 만연해 있던 남아프리카 측 고위관계자와 응원단으로부터 흑인과 아시아 참가선수를 두고 갈등을 일으킬 우려가 있다는 이유로 영국 런던으로 개최지를 변경하게 되었다.
이번 대회에서는 총 6개 종목이 열렸으며, 육상 종목은 화이트시티 스타디움에서, 복싱과 레슬링, 수상 (수영, 다이빙)은 웸블리 엠파이어 풀 앤드 아레나에서, 사이클은 맨체스터의 팰로필드 스타디움에서, 론볼은 패딩턴과 템플 일대에서 개최되었다. 이전 대회에서 여자 선수는 수상 종목에만 출전했던 것을 넘어서 이번 대회부터는 육상에 여자 종목이 신설되었다.

## 경기 종목
- 수상  (자세히)
  -  다이빙 (자세히)
  -  수영 (자세히)
- 육상 (자세히)
- 복싱 (자세히)
- 사이클 (자세히)
- 론볼 (자세히)
- 레슬링 (자세히)

## 참가국

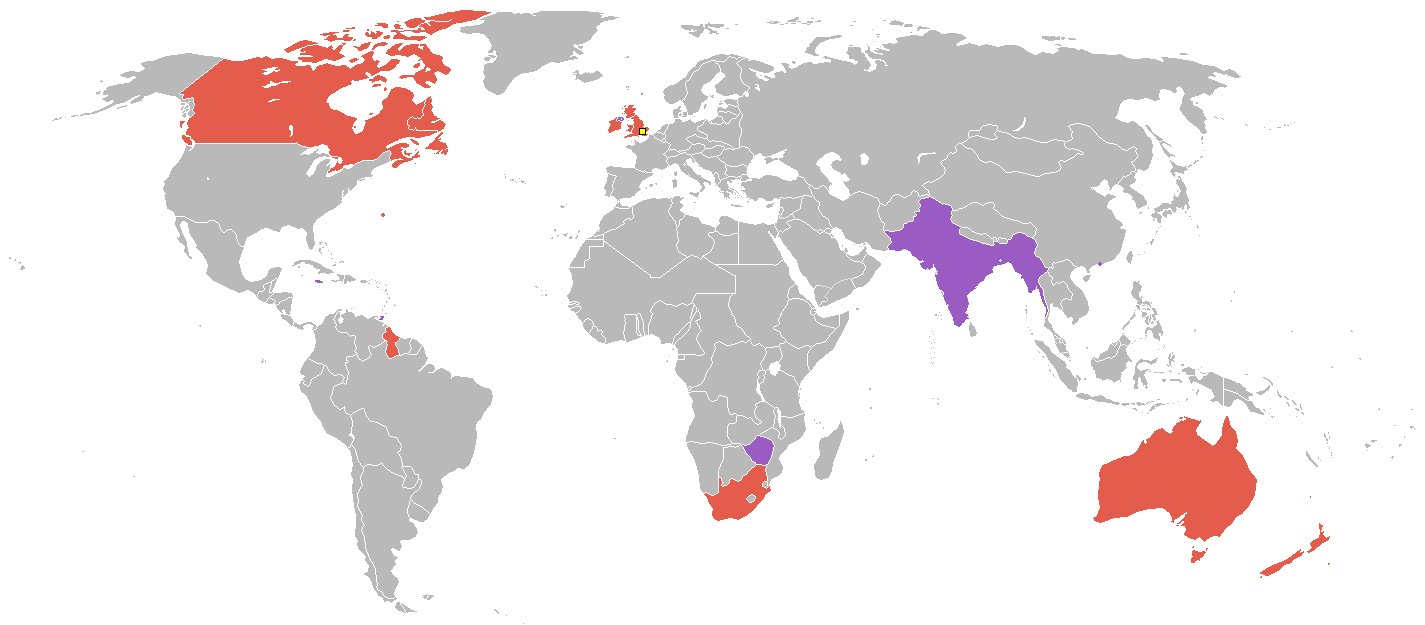
참가국 지도 (보라색은 첫 참가국)

제2회 브리티시 엠파이어 게임에는 총 17개 국가가 참가했다.
이 대회에서 아일랜드 자유국과 북아일랜드 선수들의 소속 여부는 불분명한 상태로 남아 있다. 자세한 정보는 브리티시 엠파이어 게임 아일랜드 선수단 문서를 참고.
- 오스트레일리아
- 버뮤다
- 영국령 기아나
- 캐나다
- 잉글랜드
- 홍콩
- 인도
- 아일랜드 자유국*
- 자메이카
- 뉴질랜드
- 뉴펀들랜드
- 북아일랜드*
- 스코틀랜드
- 남아프리카 공화국
- 남로디지아
- 트리니다드 토바고
- 웨일스

## 메달 순
| 순위        | 나라              | 금 | 은 | 동 | 합계 |
| ----------- | ----------------- | -- | -- | -- | ---- |
| 1           | 잉글랜드*         | 29 | 20 | 24 | 73   |
| 2           | 캐나다            | 17 | 25 | 9  | 51   |
| 3           | 오스트레일리아    | 8  | 4  | 2  | 14   |
| 4           | 남아프리카 공화국 | 7  | 10 | 5  | 22   |
| 5           | 스코틀랜드        | 5  | 4  | 17 | 26   |
| 6           | 뉴질랜드          | 1  | 0  | 2  | 3    |
| 7           | 영국령 기아나     | 1  | 0  | 0  | 1    |
| 8           | 웨일스            | 0  | 3  | 3  | 6    |
| 9           | 북아일랜드        | 0  | 1  | 2  | 3    |
| 10          | 자메이카          | 0  | 1  | 1  | 2    |
| 11          | 남로디지아        | 0  | 0  | 2  | 2    |
| 12          | 인도              | 0  | 0  | 1  | 1    |
| 합계 (12개) | 합계 (12개)       | 68 | 68 | 68 | 204  |